# Worldwide Texas Tour
Worldwide Texas Tour – druga trasa koncertowa grupy muzycznej ZZ Top; w jej trakcie odbyły się dziewięćdziesiąt dwa koncerty.
1. 29 maja 1976 – Winston-Salem, Karolina Północna, USA – Groves Stadium
2. 2 czerwca 1976 – Norfolk, Wirginia, USA – Norfolk Scope
3. 3 czerwca 1976 – Richmond, Wirginia, USA – Richmond Coliseum
4. 5 czerwca 1976 – Atlanta, Georgia, USA – Fulton County Stadium
5. 6 czerwca 1976 – Knoxville, Tennessee, USA – James White Civic Coliseum
6. 7 czerwca 1976 – Louisville, Kentucky, USA – Freedom Hall
7. 12 czerwca 1976 – Pittsburgh, Pensylwania, USA – Three Rivers Stadium
8. 20 czerwca 1976 – Joliet, Illinois, USA – Rialto Square Theatre
9. 23 czerwca 1976 – Niagara Falls, Nowy Jork, USA – Niagara Falls Convention Center
10. 24 czerwca 1976 – Binghamton, Nowy Jork, USA – Broome County Veterans Memorial Arena
11. 25 czerwca 1976 – South Yarmouth, Massachusetts, USA – Cape Cod Coliseum
12. 26 czerwca 1976 – Filadelfia, Pensylwania, USA – The Spectrum
13. 28 czerwca 1976 – Richfield, Ohio, USA – Richfield Coliseum
14. 29 czerwca 1976 – Charleston, Wirginia Zachodnia, USA – Charleston Civic Center
15. 30 czerwca 1976 – Charleston, Wirginia Zachodnia, USA – Charleston Civic Center
16. 1 lipca 1976 – Columbia, Karolina Południowa, USA – Carolina Coliseum
17. 4 lipca 1976 – Memphis, Tennessee, USA – Liberty Bowl Memorial Stadium
18. 7 lipca 1976 – St. Louis, Missouri, USA – Kiel Auditorium
19. 9 lipca 1976 – Omaha, Nebraska, USA – Ak-Sar-Ben
20. 11 lipca 1976 – Kansas City, Missouri, USA – Arrowhead Stadium
21. 17 lipca 1976 – Nowy Orlean, Luizjana, USA – Tulane Stadium
22. 22 lipca 1976 – Bloomington, Minnesota, USA – Met Center
23. 23 lipca 1976 – Milwaukee, Wisconsin, USA – MECCA Arena
24. 25 lipca 1976 – Chicago, Illinois, USA – Soldier Field
25. 26 lipca 1976 – Clarkston, Michigan, USA – Pine Knob Music Theater
26. 1 sierpnia 1976 – Denver, Kolorado, USA – McNichols Sports Arena
27. 4 sierpnia 1976 – Albuquerque, Nowy Meksyk, USA – Tingley Coliseum
28. 7 sierpnia 1976 – Anaheim, Kalifornia, USA – Anaheim Stadium
29. 9 sierpnia 1976 – San Diego, Kalifornia, USA – San Diego Stadium
30. 10 sierpnia 1976 – Fresno, Kalifornia, USA – Selland Arena
31. 14 sierpnia 1976 – Daly City, Kalifornia, USA – Cow Palace
32. 9 września 1976 – Landover, Maryland, USA – Capital Centre
33. 10 września 1976 – Nowy Jork, Nowy Jork, USA – Madison Square Garden
34. 11 września 1976 – Minneapolis, Minnesota, USA – Metropolitan Stadium
35. 12 września 1976 – Detroit, Michigan, USA – Cobo Arena
36. 14 września 1976 – Milwaukee, Wisconsin, USA – MECCA Arena
37. 17 września 1976 – Bismarck, Dakota Północna, USA – Bismarck Civic Center
38. 18 września 1976 – Billings, Montana, USA – Yellowstone Metra
39. 19 września 1976 – Laramie, Wyoming, USA – War Memorial Fieldhouse
40. 21 września 1976 – Salt Lake City, Utah, USA – Salt Palace
41. 24 września 1976 – Tucson, Arizona, USA – Tucson Community Center
42. 25 września 1976 – Nashville, Tennessee, USA – Tennessee State Fairgrounds Arena
43. 30 września 1976 – Lakeland, Floryda, USA – Lakeland Civic Center
44. 2 października 1976 – Hollywood, Floryda, USA – Hollywood Sportatorium
45. 14 października 1976 – Dayton, Ohio, USA – University of Dayton Arena
46. 17 października 1976 – Columbia, Karolina Południowa, USA – Carolina Coliseum
47. 21 października 1976 – Portland, Oregon, USA – Memorial Coliseum
48. 23 października 1976 – Seattle, Waszyngton, USA – Seattle Center Coliseum
49. 28 października 1976 – Pocatello, Idaho, USA – ASISU MiniDome
50. 31 października 1976 – Kansas City, Missouri, USA – Municipal Auditorium
51. 2 listopada 1976 – Oklahoma City, Oklahoma, USA – Oklahoma State Fair Arena
52. 4 listopada 1976 – Wichita, Kansas, USA – Levitt Arena
53. 7 listopada 1976 – Evansville, Indiana, USA – Roberts Municipal Stadium
54. 11 listopada 1976 – Landover, Maryland, USA – Capital Centre
55. 17 listopada 1976 – Passaic, New Jersey, USA – Capitol Theatre
56. 25 listopada 1976 – Houston, Teksas, USA – The Sam Houston
57. 26 listopada 1976 – Houston, Teksas, USA – The Sam Houston
58. 28 listopada 1976 – Fort Worth, Teksas, USA – Tarrant County Convention Center
59. 10 lutego 1977 – Greensboro, Karolina Północna, USA – Greensboro Coliseum
60. 16 lutego 1977 – Madison, Wisconsin, USA – Dane County Coliseum
61. 19 lutego 1977 – Chicago, Illinois, USA – Chicago Stadium
62. 23 lutego 1977 – Cincinnati, Ohio, USA – Riverfront Coliseum
63. 24 lutego 1977 – Detroit, Michigan, USA – Cobo Arena
64. 3 marca 1977 – Portland, Oregon, USA – Cumberland County Civic Center
65. 8 marca 1977 – Binghamton, Nowy Jork, USA – Veterans Memorial Arena
66. 16 marca 1977 – Boston, Massachusetts, USA – Boston Garden
67. 17 marca 1977 – Boston, Massachusetts, USA – Boston Garden
68. 19 marca 1977 – Jackson, Michigan, USA – Mississippi Coliseum
69. 3 kwietnia 1977 – Birmingham, Alabama, USA – Birmingham-Jefferson Civic Center
70. 15 kwietnia 1977 – Johnson City, Tennessee, USA – Freedom Hall Civic Center
71. 21 kwietnia 1977 – Rochester, Nowy Jork, USA – Blue Cross Arena
72. 23 kwietnia 1977 – Manchester, New Hampshire, USA – JFK Memorial Coliseum
73. 24 kwietnia 1977 – Waterbury, Connecticut, USA – Palace Theater
74. 30 kwietnia 1977 – Providence, Rhode Island, USA – Providence Civic Center
75. 7 maja 1977 – Lawrence, Kansas, USA – Allen Fieldhouse
76. 2 czerwca 1977 – Tempe, Arizona, USA – ASU Activity Center
77. 7 czerwca 1977 – Albuquerque, Nowy Meksyk, USA – Tingley Coliseum
78. 8 czerwca 1977 – Tucson, Arizona, USA – Tucson Community Center
79. 9 czerwca 1977 – Tempe, Arizona, USA – ASU Activity Center
80. 11 czerwca 1977 – Inglewood, Kalifornia, USA – Kia Forum
81. 15 czerwca 1977 – San Diego, Kalifornia, USA – San Diego Sports Arena
82. 18 czerwca 1977 – El Paso, Teksas, USA – El Paso County Coliseum
83. 24 czerwca 1977 – Daly City, Kalifornia, USA – Cow Palace
84. 1 lipca 1977 – Honolulu, Hawaje, USA – Neal S. Blaisdell Center
85. 2 lipca 1977 – Honolulu, Hawaje, USA – Neal S. Blaisdell Center
86. 8 lipca 1977 – Shreveport, Luizjana, USA – Hirsch Memorial Coliseum
87. 9 lipca 1977 – Fargo, Dakota Północna, USA – North Dakota State University
88. 28 grudnia 1977 – Shreveport, Luizjana, USA – Hirsch Memorial Coliseum
89. 29 grudnia 1977 – Abilene, Teksas, USA – Taylor County Expo Center
90. 30 grudnia 1977 – San Antonio, Teksas, USA – Gonzalez Convention Center
91. 31 grudnia 1977 – Fort Worth, Teksas, USA – Tarrant County Convention Center
92. 1 stycznia 1978 – Amarillo, Teksas, USA – Amarillo Civic Center